# Себазан
Себазан (фр. Cébazan) је насеље и општина у јужној Француској у региону Лангдок-Русијон, у департману Еро која припада префектури Безје.
По подацима из 2011. године у општини је живело 553 становника, а густина насељености је износила 42,44 становника/km². Општина се простире на површини од 13,03 km². Налази се на средњој надморској висини од 151 метар (максималној 268 m, а минималној 112 m).

## Демографија
| 1962. | 1968. | 1975. | 1982. | 1990. | 1999. | 2011. |
| ----- | ----- | ----- | ----- | ----- | ----- | ----- |
| 361   | 420   | 368   | 376   | 377   | 343   | 553   |

График промене броја становника у току последњих година